# Circonscription de Canning
La circonscription de Canning est une circonscription électorale fédérale australienne en Australie-Occidentale. Elle a été créée en 1949 et porte le nom d'Alfred Canning qui fut géomètre en chef d'Australie-Occidentale et responsable de la Canning Stock Route.
Elle s'étend de Kelmscott au nord à Wagerup au sud et comprend la banlieue sud de Perth (Cité d'Armadale et comté de Serpentine-Jarrahdale) et des parties de la Cité de Mandurah (Mandurah CBD et zone sud) ainsi que des comtés de Murray (Pinjarra, Yunderup et Dwellingup), Waroona (Waroona et Preston Beach) et Boddington (Boddington).
C'est une circonscription disputée entre le Parti libéral et le Parti travailliste.

## Représentants
| Nom              | Parti        | Période de mandat |
| ---------------- | ------------ | ----------------- |
| Leonard Hamilton | Country      | 1949-1961         |
| Neil McNeill     | Libéral      | 1961–1963         |
| John Hallett     | Country      | 1963–1974         |
| Mel Bungey       | Libéral      | 1974-1983         |
| Wendy Fatin      | Travailliste | 1983–1984         |
| George Gear      | Travailliste | 1984–1996         |
| Ricky Johnston   | Libéral      | 1996-1998         |
| Jane Gerick      | Travailliste | 1998–2001         |
| Don Randall      | Libéral      | 2001–2015         |
| Andrew Hastie    | Libéral      | 2015–en cours     |

## Résultats des élections
| Parti                            | Parti                        | Candidat                     | Voix    | %     | ±     |
| -------------------------------- | ---------------------------- | ---------------------------- | ------- | ----- | ----- |
|                                  | Libéral                      | Andrew Hastie                | 41 294  | 43,81 | −5,31 |
|                                  | Travailliste                 | Amanda Hunt                  | 30 897  | 32,78 | +5,24 |
|                                  | Verts                        | Jodie Moffat                 | 7 659   | 8,13  | +0,64 |
|                                  | Une nation                   | Tammi Siwes                  | 4 215   | 4,47  | −2,63 |
|                                  | UAP                          | James Waldeck                | 2 438   | 2,59  | +0,33 |
|                                  | Australie-Occidentale        | Brad Bedford                 | 2 202   | 2,34  | −0,46 |
|                                  | Indépendant                  | Ashley Williams              | 1 708   | 1,81  | +1,81 |
|                                  | Chrétiens                    | Andriette du Plessis         | 1 689   | 1,79  | −0,16 |
|                                  | IMOP                         | Judith Congrene              | 785     | 0,83  | +0,83 |
|                                  | Démocrates libéraux          | David Gardiner               | 749     | 0,79  | +0,79 |
|                                  | Fédération                   | Anthony Gardyne              | 628     | 0,67  | +0,67 |
| Total des suffrages exprimés     | Total des suffrages exprimés | Total des suffrages exprimés | 94 264  | 93,50 | −0,43 |
| Votes nuls                       | Votes nuls                   | Votes nuls                   | 6 558   | 6,50  | +0,43 |
| Participation                    | Participation                | Participation                | 100 822 | 87,55 | −2,20 |
| Résultat de préférence bipartite |                              |                              |         |       |       |
|                                  | Libéral                      | Andrew Hastie                | 50 513  | 53,59 | −7,97 |
|                                  | Travailliste                 | Amanda Hunt                  | 43 751  | 46,41 | +7,97 |
|                                  | Libéral retenir              | Libéral retenir              | Swing   | −7,97 |       |